# Kegel-Bundesliga (Classic)
Die Kegel-Bundesliga (Classic) ist die höchste Spielklasse im deutschen Sportkegeln der Sektion Classic (Asphalt). Sie wird vom Deutschen Keglerbund Classic ausgerichtet.

## Spielbetrieb
Die Bundesliga wird ab der Saison 2009/10 in zwei voneinander unabhängige Ligen geteilt: eine Liga mit Wertung der Gesamtkegel (100/200 Wurf) und eine mit internationalen Wurfdistanzen und Wertungssystem (120 Wurf). Die Bundesliga nach internationalem Spielmodus bildet die Grundlage zur Qualifikation zu den internationalen Turnieren, Meisterschaften und Pokalwettbewerben. Ein direkter Wechsel von der Bundesliga 100/200 in die Bundesliga 120 (und umgekehrt) ist nicht möglich.
Der Deutsche Meister wird in der Liga über 120 Wurf ermittelt.

## Deutsche Meister seit 1990
| Saison    | Herren               | Damen                |
| --------- | -------------------- | -------------------- |
|           |                      |                      |
| 1990/91   | Rot-Weiß Sandhausen  | KSC 1961 Viernheim   |
| 1991/92   | SKC Victoria Bamberg | KSC 1961 Viernheim   |
| 1992/93   | SKC Victoria Bamberg | DSKC Eppelheim       |
| 1993/94   | Frei-Holz Plankstadt | KSC 1961 Viernheim   |
| 1994/95   | Frei-Holz Plankstadt | KSC 1961 Viernheim   |
| 1995/96   | Frei-Holz Plankstadt | KSC 1961 Viernheim   |
| 1996/97   | SKC Victoria Bamberg | Blau-Weiß Hockenheim |
| 1997/98   | Vollkugel Eppelheim  | Dresdner SV 1910     |
| 1998/99   | Frei-Holz Plankstadt | KSC 1961 Viernheim   |
| 1999/2000 | SKC Victoria Bamberg | SKC Victoria Bamberg |
| 2000/01   | SKC Victoria Bamberg | SKC Victoria Bamberg |
| 2001/02   | SKC Victoria Bamberg | SKC Victoria Bamberg |
| 2002/03   | SKC Staffelstein     | SKC Victoria Bamberg |
| 2003/04   | SKC Victoria Bamberg | Blau-Weiß Hockenheim |
| 2004/05   | SKC Victoria Bamberg | SKC Victoria Bamberg |
| 2005/06   | SKV Rot-Weiß Zerbst  | SKC Victoria Bamberg |
| 2006/07   | SKV Rot-Weiß Zerbst  | SKC Victoria Bamberg |
| 2007/08   | SKV Rot-Weiß Zerbst  | SKC Victoria Bamberg |
| 2008/09   | SKV Rot-Weiß Zerbst  | SKC Victoria Bamberg |
| 2009/10   | SKV Rot-Weiß Zerbst  | SKC Victoria Bamberg |
| 2010/11   | SKV Rot-Weiß Zerbst  | SKC Victoria Bamberg |
| 2011/12   | SKV Rot-Weiß Zerbst  | SKC Victoria Bamberg |
| 2012/13   | SKV Rot-Weiß Zerbst  | SKC Victoria Bamberg |
| 2013/14   | SKV Rot-Weiß Zerbst  | SKC Victoria Bamberg |
| 2014/15   | SKV Rot-Weiß Zerbst  | SKC Victoria Bamberg |
| 2016/17   | SKV Rot Weiß Zerbst  | SKC Victoria Bamberg |
| 2017/18   | SKV Rot Weiß Zerbst  | SKC Victoria Bamberg |
| 2018/19   | SKV Rot Weiß Zerbst  | SKC Victoria Bamberg |
| 2019/20   | SKV Rot-Weiß Zerbst  | SKC Victoria Bamberg |
| 2020/21   | SKV Rot-Weiß Zerbst  | SKC Victoria Bamberg |
| 2021/22   | SKV Rot-Weiß Zerbst  | SKC Victoria Bamberg |
| 2022/23   | SKV Rot-Weiß Zerbst  | SKC Victoria Bamberg |
| 2023/24   | SKV Rot-Weiß Zerbst  | SKC Victoria Bamberg |
| 2024/25   | SKV Rot-Weiß Zerbst  | KV Liedolsheim       |